# Heliodor d'Alexandria
Heliodor d'Alexandria (grec antic: Ἡλιόδωρος) fou un filòsof neoplatònic que va viure al segle v. Era fill d'Hèrmies i Edèsia, i el germà més jove d'Ammoni. El seu pare, Hermies, va morir quan Heliodor era un nen. Els germans van ser mantinguts per la seva mare Edèsia a Alexandria fins que van tenir edat per acudir a l'escola de filosofia. Després els va portar a Atenes, on van estudiar amb Procle. Finalment, van tornar a Alexandria, on tots dos es van dedicar a ensenyar filosofia. Damasci, qui fou alumne d'Heliodor, el descriu com a menys dotat que el seu germà major, i més superficial en el seu caràcter i estudis.
No pot ser l'autor d'un comentari a l'Astrologia de Paulus Alexandrinus escrit després del 564, text atorgat a un altre Heliodoo.